# بيلي رودس
بيلي رودس (بالإنجليزية: Billie Rhodes)‏ هي ممثلة أمريكية، ولدت في 15 أغسطس 1894 في سان فرانسيسكو في الولايات المتحدة، وتوفيت في 12 مارس 1988 في لوس أنجلوس في الولايات المتحدة.

## وصلات خارجية
- بيلي رودس على موقع IMDb (الإنجليزية)
- بيلي رودس على موقع أول موفي (الإنجليزية)
- بيلي رودس على موقع قاعدة بيانات الفيلم (الإنجليزية)
- بيلي رودس على موقع كينوبويسك (الروسية)
- بيلي رودس على موقع كينوبويسك (الروسية)